# Ironbound
Ironbound petnaesti je studijski album američkog thrash metal sastava Overkill. Diskografska kuća Nuclear Blast Records objavila ga je 29. siječnja 2010. godine.

## Popis pjesama
1. "The Green and Black" - 8:11
2. "Ironbound" - 6:33
3. "Bring Me the Night" - 4:15
4. "The Goal Is Your Soul" - 6:40
5. "Give a Little" - 4:41
6. "Endless War" - 5:40
7. "The Head and Heart" - 5:10
8. "In Vain" - 5:12
9. "Killing for a Living" - 6:14
10. "The SRC" - 5:07

## Zasluge

### Overkill
- Dave Linsk - gitara, vokali, inženjer zvuka, snimanje
- Derek Tailer - vokali
- DD Verni - bas-gitara, vokali, inženjer zvuka
- Ron Lipnicki - bubnjevi
- Bobby "Blitz" Ellsworth - vokali

### Ostalo osoblje
- Rat Skates - logo
- Peter Tägtgren - mix
- Jonas Kjellgren - mastering
- Jon "Jonnyrod" Ciorciari -  snimanje
- Dan Korneff - izdanje
- Travis Smith - omot
- Eddie Malluk - slike